# Chaînon Gros Ventre
Pour les articles homonymes, voir Gros Ventre (homonymie).
Le  chaînon Gros Ventre (Gros Ventre Range en anglais) est une chaîne de montagne appartenant aux montagnes Rocheuses située au nord-ouest du Wyoming aux États-Unis.

## Étymologie
Le massif tire l'origine de son nom dans la tribu amérindienne des Gros ventres. Une tribu nomade qui s'étendait au nord jusqu'au Montana et jusqu'au Colorado au sud. Les anthropologues les considèrent comme des Arapahos. Le nom francophone aurait été donné par des trappeurs francophones car les amérindiens leurs parlaient en faisant des signes de leurs mains en face de leur ventre.

## Géographie
Les trois principaux sommets du massif sont le pic Doubletop (3 572 m), le pic Black (3 553 m) et le pic Darwin (3 550 m). Le massif fait au maximum 82 km du nord au sud et au maximum 70 km d'est en ouest pour une superficie totale de 3 709 km2.
À l'ouest, le massif est séparé de la chaîne Teton par la rivière Snake et la vallée de Jackson Hole. À l'est se trouve la chaîne de Wind River. Il est ainsi situé à l'est du parc national de Grand Teton et de la ville de Jackson. Les roches des montagnes sont en grande partie de type calcaire mais on y trouve également quelques traces de granite par endroits.

## Milieu naturel
La région est couverte de nombreuses forêts de conifères tout comme dans le proche parc national. La grande faune se compose ainsi d'ours noirs ou d'élans. Les Wapitis sont protégés au sein de la réserve de National Elk Refuge.

## Tourisme
De nombreuses activités de sport d'hiver sont disponibles dans la zone au départ de Jackson et contrairement au parc national de Grand Teton, il est possible de chasser dans le massif. Le ski est possible au niveau de la Snow King ski area. La randonnée et l'escalade sont également appréciées. Les visiteurs apprécient également les visites dans les proches parcs nationaux de Grand Teton et de Yellowstone.